# GP Belek
Il GP Belek è una corsa in linea maschile di ciclismo su strada che si disputa attorno ad Aksu, nella provincia di Adalia, in Turchia, nel mese di gennaio. Fa parte del circuito UCI Europe Tour come prova di classe 1.2.

## Albo d'oro
Aggiornato all'edizione 2020.
| Anno | Vincitore  | Secondo     | Terzo          |
| ---- | ---------- | ----------- | -------------- |
| 2020 | Emre Yavuz | Onur Balkan | Alexei Shnyrko |